# Маргарете Шюте-Лихоцки
Маргарете Шюте-Лихоцки (на немски: Margarete „Grete“ Schütte-Lihotzky) е първата австрийска архитектка, комунистическа активистка в съпротивителното движение срещу нацизма. Известна е със създаването на така наречената Франкфуртска кухня.

## Биография

### Произход и образование
Маргарете Лихоцки е родена на 23 януари 1897 г. в буржоазно семейство във Виена. Дъщеря на либерален чиновник, чиито пацифистки идеи го карат да приветства края на Австро-Унгария и основаването на република Австрия през 1918 г., Лихоцки става първата студентка в Университета по приложни изкуства във Виена. Лихоцки замалко да не влезе в университета. Майка ѝ преследва близък приятел, за да помоли известния художник Густав Климт за препоръчително писмо. През 1997 г., празнувайки своята 100-годишнина и спомняйки си за тогавашното си решение да следва архитектура, тя отбелязва, че „през 1916 г. никой не би си помислил да наеме жена да построи къща – дори и аз самата“.
Докато следва архитектура при Оскар Стърнад, Лихоцки печели наградите за дизайн още преди да завърши. Стърнад е един от пионерите в sozialer Wohnbau („социално жилищно строителство“) във Виена по това време, създавайки финансово достъпни и все пак удобни жилища за работническата класа. Вдъхновена от него, тя разбира, че свързването на дизайна с функционалността е нов метод, който би бил много полезен в бъдещето. След завършването тя си сътрудничи с Адолф Лоос, участвайки в планирането на постройки за инвалиди и ветерани от Първата световна война. По същото време тя работи и с Йозеф Франк и философа Ото Нойрат. Нейните спомени за тях и много други австрийски архитекти и интелектуалци са събрани в книгата ѝ Warum ich Architektin wurde („Защо станах архитектка“).

### Проект „Нов Франкфурт“
През 1926 г. тя е повикана в отдел „Строителство“ на градския съвет на Франкфурт на Майн, Германия, от архитекта и градски проектант Ернст Май. Там тя работи по проекта „Нов Франкфурт“. На Май е дадена политическа власт и финансови ресурси да разреши недостига на жилища във Франкфурт. Той и Шюте-Лихоцки заедно с останалата част от архитектурния екип успешно докарват функционална яснота и човешки ценности до хиляди от градските жилища.
Лихоцки продължава работата си, като създава проекти на детски градини, студентски домове, училища и подобни обществени сгради. Във Франкфурт тя среща своя колега Вилхелм Шюте, за когото се омъжва.
Като част от проекта „Нов Франкфурт“ Лихоцки създава през 1926 г. „Франкфуртската кухня“, която е прототип на вградена кухня, сега преобладаваща в Западния свят. Основавайки се на научните изследвания на американския експерт по мениджмънт Фредерик Уинслоу Тайлър и своите собствени проучвания, Лихоцки използва кухня от железопътен вагон-ресторант като модел за разработване на „лаборатория за домакини“, използвайки минимум място, но предлагайки максимум комфорт и оборудване за работещата майка. Франкфуртският градски съвет инсталира 10 000 от нейните масово произвеждани сглобяеми кухни в новопостроените за работническата класа апартаменти.
На 100-тния си рожден ден Шюте-Лихоцки коментира: „Ще бъдете изненадани, че преди да създам Франкфуртската кухня през 1926 г., никога не бях готвила. У дома във Виена майка ми готвеше, във Франкфурт ходих на Wirthaus (ресторант). Създадох кухнята като архитект, не като домакиня.“

### Втора световна война
Когато политическата ситуация във Ваймарската република започва да се влошава и неоправдано да облагодетелства политическото „дясно“, Шюте-Лихоцки се присъединява към екип от 17 архитекти, „Бригадата Май“, водени от архитекта Ернст Май и включваща нейния съпруг и Ерих Маутнер, също от Виена. През 1930 г. те пътуват до Москва с влак. Там групата архитекти е избрана да реализира първия петгодишен план на Йосиф Сталин. Една от задачите е да построи индустриалния град Магнитогорск, който е разположен в „средата на нищото“ в южната част на планината Урал. При тяхното пристигане в града има само колиби от кал и бараки. Трябвало е да има жилища за 200 хиляди души за първите години, мнозинството от тях работещи в стоманената индустрия. Макар че бригадата на Май е натоварена със създаването на 20 града за три години, политическите условия са лоши и резултатите са смесени. Май напуска Русия през 1933 г., когато неговият договор е прекратен.
С изключение на краткотрайни бизнес и лекционни пътувания до Япония и Китай, Шюте-Лихоцки остава в Съветския съюз до 1937 г., когато сталиновата Голяма чистка прави живота там непоносим и опасен. Тя и съпругът ѝ се преместват първоначално в Лондон, а по-късно в Париж.
През 1938 г. тя и съпругът ѝ са повикани в Истанбул да преподават в Академията за изящни изкуства, където се присъединяват към заминалия в изгнание германски архитект Бруно Таут. Шюте-Лихоцки също така създава пристройки в детски градини, основани на идеите на Мария Монтесори. В навечерието на Втората световна война Истанбул е безопасно място за много европейци изгнаници, общо направление за германците, бягащи от Хитлер, а семейство Шюте се среща с хора от артистичните среди, като музикантите Бела Барток и Паул Хиндемит. Там тя се среща и с австрийския архитект Херберт Айххолцер, който участва в организирането на комунистическа съпротива на нацисткия режим. През 1939 г. Шюте-Лихоцки се присъединява към Австрийската комунистическа партия и през декември 1940 г. по своя собствена воля заедно с Айххолцер заминава за Виена, където влиза в контакт с австрийското комунистическо съпротивително движение. Тя се съгласява да се срещне с лидера на съпротивата с псевдоним „Гербер“ и да помогне в създаването на комуникационна линия с Истанбул. Среща Гербер в кафе „Виктория“ на 22 януари 1941 г., където те са изненадани и арестувани от Гестапо, само 25 дни след пристигането ѝ. Докато Айххолцер и други конспиратори са хванати, обвинени за предателство и осъдени на смърт от Volksgerichtshof („народен съд“) и екзекутирани през 1943 г., Шюте-Лихоцки получава присъда 15 години затвор и е вкарана в затвора в Айхах, Бавария, където е освободена от американски войски на 29 април 1945 г.

### След войната
След войната тя заминава да работи в София. По неин проект е построена детска градина, намираща се на адрес ул. „Струга“ 15А. През 1947 г. се завръща във Виена. Нейните комунистически възгледи са пречка в това да получи обществени поръчки в следвоенна Австрия, въпреки многобройните сгради, които са разрушени в резултат на войната и трябва да бъдат построени наново. Впоследствие, отделно от създаването на частни домове, Шюте-Лихоцки работи като консултант в Китай, Куба и Германската демократична република. През 1951 г. тя се развежда с мъжа си Вилхелм Шюте.
Макар и със закъснение, нейните приноси са признати от официална Австрия. Първо е признат приносът ѝ за неархитектурни дейности: през 1977 г. получава медал за работа за мира, а през 1978 г. – почетна значка за работата си в Съпротивата. През 1980 г. тя получава архитектурната награда на град Виена. През 1985 г. публикува мемоарите си Erinnerungen aus dem Widerstand („Спомени от Съпротивата“). След това получава други награди, но вярна на собствените си убеждения, тя отказва да бъде наградена от австрийския президент Курт Валдхайм поради неговото съмнително военно минало. Наградата тя получава през 1992 г. През 1995 г. тя е една от групата оцелели австрийци от Холокоста, които съдят Йорг Хайдер след дебат в австрийския парламент относно бомбени атаки над цигани, в който дебат Хайдер нарича концентрационните лагери „затворнически лагери“.
През 1990 г. умален модел на „Франкфуртската кухня“ е поставен в Австрийския музей по приложни изкуства във Виена.
През 1997 г. празнува 100-годишнината си, изигравайки кратък валс с тогавашния кмет на Виена Михаел Хьоупъл.
Маргарете Шюте-Лихоцки умира във Виена на 18 януари 2000 г., пет дни преди 103-тия си рожден ден, от усложнения, породени от грип. Тя е погребана в Ehrengrab („мемориален гроб“) на Виенските гробища.

## Отличия и награди
- Награда на град Виена за архитектура (1980)
- Австрийски почетен знак за наука и изкуство (1992)[7]
- Почетен доктор на Техническия университет във Виена (1994)[8]
- Почетен знак „За заслуги пред република Австрия“ (1997)[9]
- Почетен доктор на Университета в Инсбрук (1997)[10]

## Избрана библиография
- Rationalisierung im Haushalt. In: Das neue Frankfurt, Heft 5, S. 120 – 123. Frankfurt 1927
- Erinnerungen aus dem Widerstand 1938 – 1945. Berlin: Volk und Welt 1985. Neuausgabe Erinnerungen aus dem Widerstand: Das kämpferische Leben einer Architektin von 1938 – 1945. Wien: Promedia, ISBN 3-900478-80-5
- Warum ich Architektin wurde. Salzburg: Residenz 2004, ISBN 3-7017-1369-3
- Millionenstädte Chinas: Bilder und Reisetagebuch einer Architektin (1958). Hrsg. von Karin Zogmayer. Wien: Springer 2007, ISBN 3-211-71583-5